# エスケリキア属
エスケリキア属又はエシェリキア属又はエシェリヒア属（Escherichia)は真正細菌Pseudomonadota門アルファプロテオバクテリア綱エンテロバクター目エンテロバクター科の属の一つである。別名大腸菌属とも呼ばれる。属名は大腸菌の発見者であるテオドール・エシェリヒ（Theodor Escherich）に因む。
グラム陰性、通性嫌気性で芽胞を形成しない周毛性鞭毛を持つ桿菌で、運動性を示すものと示さないものに分かれる。恒温動物の腸管に常在し、病原性を示すものもあるがビタミンを合成する有益な性質も持つ。
GC含量は48から52でβガラクトース、インドール、ムコン酸、酒石酸を代謝し、混合酸醗酵を行う。この属の中では大腸菌が特に詳しく調べられ、生命工学に利用されている。サルモネラ属とは遺伝的に近縁関係であるが、代謝の違いによって判別することが出来る。また、シゲラ属(赤痢菌)とはDNA-DNA分子交雑法による判別が不可能なほど近い関係にある。